# Culbutage
Le culbutage, dans le domaine de l'astronautique, est le mouvement désordonné d'un véhicule spatial autour de son centre de gravité. 
Il ne faut pas confondre culbutage et basculement.
La traduction anglaise est tumbling.

## Référence
Droit français : arrêté du 20 février 1995 relatif à la terminologie des sciences et techniques spatiales.